# Waleed Al Hayam
Waleed Mohamed Abdulla Ali Al Hayam (3 de fevereiro de 1991) é um futebolista bareinita que atua como zagueiro. Atualmente ele defende o Al-Muharraq.

## Carreira
Waleed Al Hayam representou a Seleção Bareinita de Futebol na Copa da Ásia de 2015.